# Bernardo de Iriarte
Bernardo de Iriarte Nieves Rabelo (ur. 18 lutego 1735 w Puerto de la Cruz, zm. 13 lipca 1814 w Bordeaux) – hiszpański polityk. Brat poety Tomása de Iriarte y Oropesa.

## Życiorys
Był jednym z najwybitniejszych polityków swoich czasów, członkiem Rady Państwa i Rady Indii. Był entuzjastą sztuki, otrzymał tytuł wiceprotektora Królewskiej Akademii Sztuk Pięknych św. Ferdynanda w Madrycie. W 1797 został mianowany Ministrem Rolnictwa, Handlu, Żeglugi i Posiadłości Zamorskich. Został pierwszym dyrektorem Królewskiej Kompanii Filipin. Był człowiekiem o szerokich horyzontach otwartym na nowe idee. Należał do okupacyjnego rządu Józefa I, dlatego po powrocie Ferdynanda VII na tron musiał wyemigrować do Francji. Zmarł w Bordeaux w 1814 roku.